# Vincent Meissner

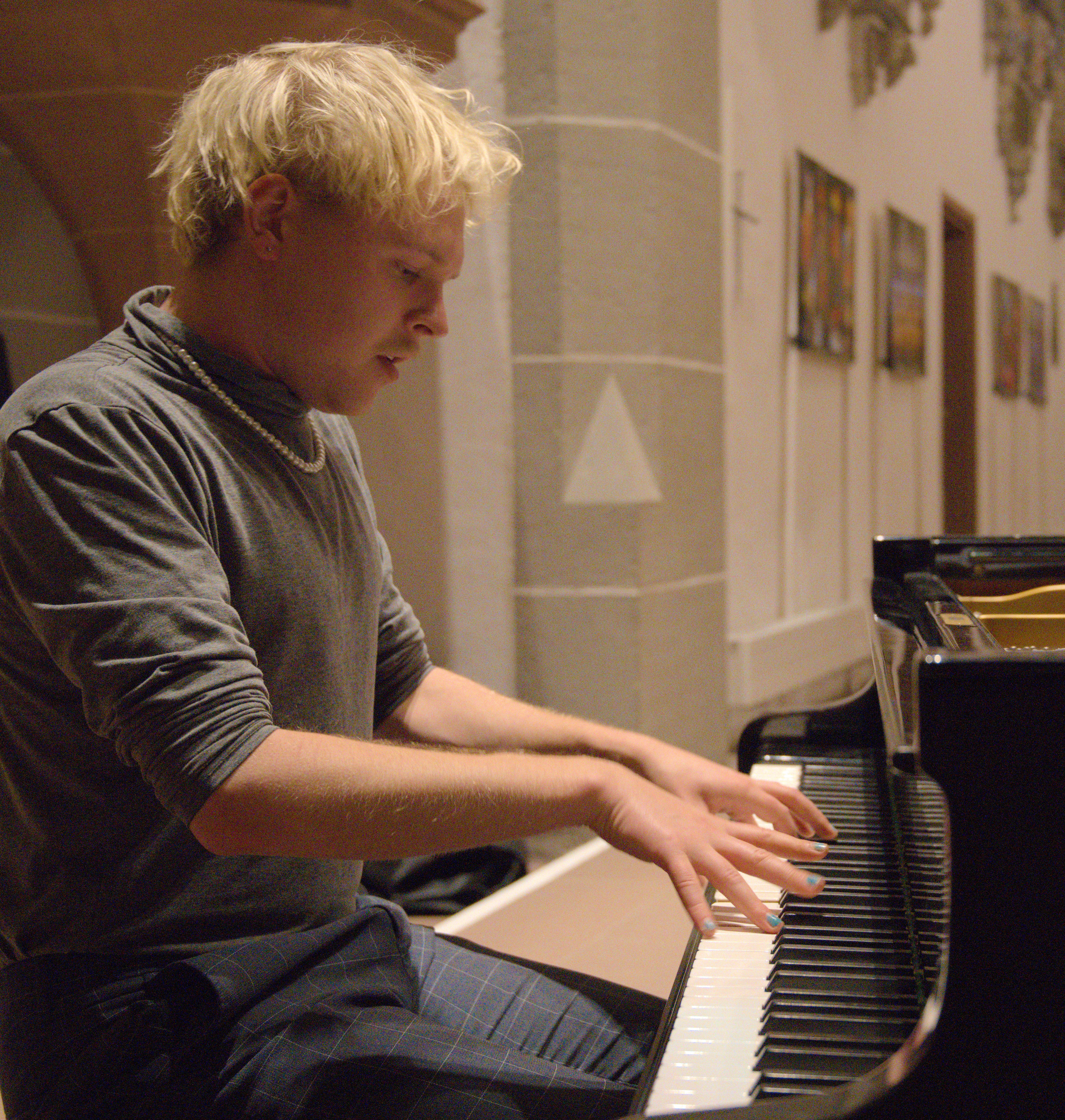
Vincent Meissner in der Stadtkirche Darmstadt (16. Oktober 2022)

Vincent Meissner (* 2000 als Vincent Meißner) ist ein deutscher Jazzmusiker (Piano, Komposition).

## Leben und Wirken
Meissner, der in einem mittelsächsischen Dorf aufwuchs, hat früh Klavierunterricht erhalten und den Jazz entdeckt. Mit 16 Jahren zog er nach Dresden, wo er das Landesgymnasium für Musik absolvierte. Seit 2019 studiert er an der Hochschule für Musik und Theater Leipzig bei Michael Wollny.
Mit seinem Trio, zu dem Josef Zeimetz (Bass) und Henri Reichmann (Schlagzeug) gehören, legte Meissner im Juni 2021 sein Debütalbum Bewegtes Feld bei ACT vor. 2023 folgte beim selben Label das zweite Album, Wille.

## Preise und Auszeichnungen
2018 erhielt Meissner neben einem 1. Preis als Solist bei Landeswettbewerb Jugend jazzt den Ersten Platz beim „Carl Bechstein Wettbewerb“ in Berlin. Mit seinem Trio wurde er 2019 mit dem Konzertpreis bei Jazzopen Stuttgart und mit dem Förderpreis der Deutschen Jazzunion ausgezeichnet; 2020 erhielt er mit seinem Trio den Mitteldeutschen Jazzpreis und den dritten Preis beim Sparda Jazz Award, im Sommer 2021 den Jungen Münchner Jazzpreis 2020.